# Kasha Kropinski
Kasha Kropinski (Katarzynka Kropiński, 27 de agosto de 1991) es una actriz sudafricana, nacionalizada estadounidense.

## Primeros años
Kasha nació en Sudáfrica, hija de Jacek Kropiński y Debbie Cochrane. Jacek es un cineasta y Debbie una modelo internacional.

## Carrera
Kasha inició su carrera en el teatro sudafricano, apareciendo en obras clásicas como Christopher Robin, Peter Rabbit, Noddy, Mowgli y Fantastic Mr Fox.
A los nueve años se trasladó con sus padres a Los Ángeles, donde empezó a registrar apariciones en series como Angel, Without a Trace, State of Grace, Crossing Jordan, ER, Dirt y Zoey 101. En 2003 aportó la voz de Penny en la película de Disney 101 dálmatas 2.
A partir de entonces actuó en producciones para televisión como The Librarians, Underwater Upside Down, The Shield y más recientemente en la nueva temporada de MacGyver de 2016.

## Filmografía
- MacGyver - Katarina Wagner
- Underwater Upside Down (2016) -  Grace Conway[4]
- The Librarians -  Lucy Lyons[5]
- Hell on Wheels - Ruth
- Prep and Landing - Holly
- Fame - Bailarina
- Dirt - Reagan
- Zoey 101 - Tabitha
- ER - Mia
- Crossing Jordan - Kimmy Moran
- Oliver Beene  - Voz
- The Story of an African Farm - Lyndall
- Without a Trace - Lisa Potter
- The Shield - Patty Ann Hinkle
- 101 Dalmatians II: Patch's London Adventure - Penny
- State of Grace - Annette Wheeler
- Phantom Investigators - Melanie
- Angel - Sarah Holtz
- Mrs. Harris
- The Village
- Big Fish
- The Cat in the Hat